# Kientzheim
Kientzheim je občina v departmaju Haut-Rhin francoske regije Alzacija.
Leta 1990 je v občini živelo 933 oseb oz. 193 oseb/km².